# Mai Chao
Mai Chao (Guangzhou, China; 9 de marzo de 1964) es un exfutbolista y entrenador de fútbol de China que jugaba en la posición de defensa. Actualmente es el entrenador del Guangzhou Glorious.

## Carrera

### Club
Jugó toda su carrera con el Guangzhou Apollo de 1981 a 1995, con el que fue campeón nacional en 1992.

### Selección nacional
Jugó para China por primera vez el 11 de mayo de 1986 en la derrota por 0-2 en un partido amistoso ante Italia. Jugó 19 partidos y anotó 16 goles hasta su retiro en 1992, participó en la Copa Asiática 1988, los Juegos Olímpicos de Seúl 1988 y en dos ediciones de los Juegos Asiáticos.

### Entrenador
| Periodo   | Club                     |
| --------- | ------------------------ |
| 1997–1998 | Guangzhou Apollo         |
| 2003–2005 | Guangzhou FC             |
| 2008      | Shenzhen Xiangxue Eisiti |
| 2008–2011 | Guangzhou U-17           |
| 2014      | Guangdong Sunray Cave    |
| 2017      | Hainan Boying            |
| 2017–     | Guangzhou Glorious       |

## Logros
- Liga Jia-A: 1

1992